# Scoutball
Scoutball ist ein aus der Pfadfinderbewegung stammendes Ballspiel.

## Spielverlauf
Wie bei den meisten Laiensportarten gibt es auch beim Scoutball kein einheitliches Regelwerk, sondern nur eine grundsätzliche Gemeinsamkeit: Jeder Spieler muss ein Tuch, häufig das Halstuch, im Bund der Hose am Gesäß tragen, so dass es leicht von anderen Spielern herausgezogen werden kann.
Beim Scoutball treten zwei Mannschaften gegeneinander an. Die Größe der Mannschaften kann sehr stark variieren, von jeweils 5 bis über 20 Spieler pro Mannschaft. Bei mehr Spielern wird das Spiel aber meistens zu unübersichtlich. Auch die Länge der Spielzeit ist frei wählbar, wobei sie sich meist im Bereich von 10 bis 20 Minuten bewegt.
An beiden Enden des Spielfelds gibt es eine Art Tor. Manche Regeln sehen klassische Tore mit verschiedenen Größen, von kleiner als ein Hockeytor, bis zum normalen Handballtor vor, andere haben Endzonen wie etwa beim American Football oder in den Boden gesteckte Pfosten oder Touchdownzonen, hinter denen das Spielfeld noch weitergeht. Manchmal gibt es um die Pfosten auch eine Art Torraum, der nicht betreten werden darf.
Ziel ist es, den Ball in oder an das Tor zu bekommen, wobei Werfen häufig nicht erlaubt ist. Gewonnen hat, wer am Schluss die meisten Punkte erzielt.
Um das Spiel von anderen, ähnlichen Sportarten abzugrenzen und es geschicklichkeitsorientierter zu gestalten, trägt jeder Spieler das oben erwähnte Tuch. Falls es einem Spieler der anderen Mannschaft gelingt, dem Ballträger das Tuch zu entreißen, muss dieser eine Strafzeit (etwa zwei Minuten) am Rande des Spielfelds aussitzen, und die Mannschaft erhält vom Ort des Tuchverlusts aus einen Freiwurf. Für den Fall, dass das Tuch noch vor der Ballannahme herausgezogen wird, gibt es in manchen Stämmen die Regel, dass der so gefoulte Spieler seine nächste Aktion auch ohne Tuch durchführen darf, sozusagen als Strafe für den Gegner, der ihm sein Tuch unrechtmäßig entwendet hat. Bei anderen Spielvarianten muss der Ball in diesem Fall sofort weitergepasst werden.